# Chupador (bebé)

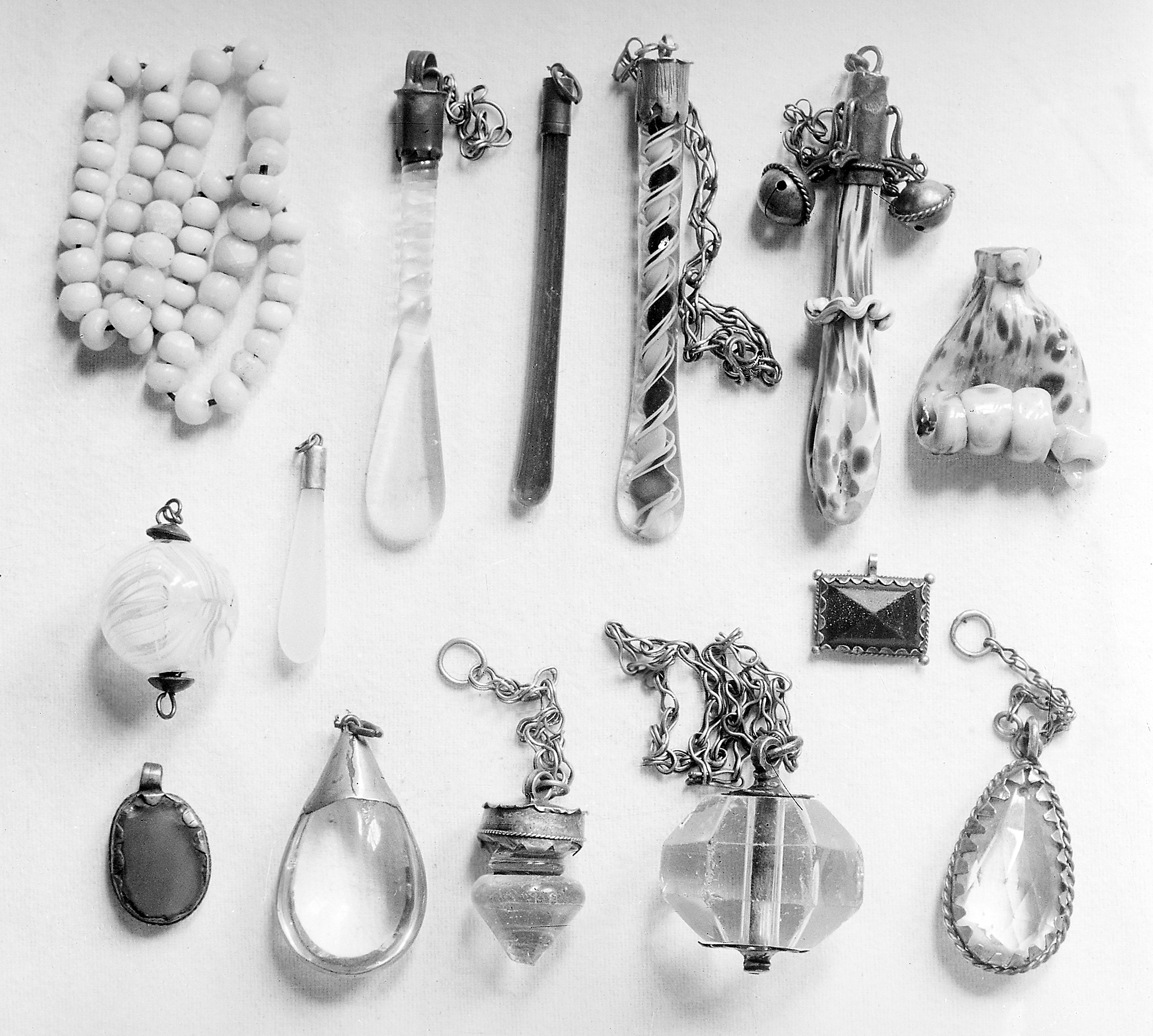
Cuatro chupadores (fila superior)

Se llama chupador a una pieza de oro, plata o material similar a la que se le dan diferentes formas según el gusto de la moda. En su parte inferior, lleva engastada un pedazo de coral, marfil, cristal u otro material guarnecido con cascabeles. El chupador se cuelga del cuello de los niños con una cadena y se les da para que jueguen con él, sobre todo cuando están en periodo de dentición.
Pueden incorporar también un pito en la parte superior del chupador de modo que la cuidadora dispone de varios juegos con los que entretener a los niños: el pito y el juego de cascabeles. Durante el periodo de dentición el roce del chupador acelera y facilita la salida de los dientes y consuela a los niños.